# Atletiekclub Geraardsbergen
Atletiekclub Geraardsbergen is een Belgische atletiekclub uit Geraardsbergen.

## Geschiedenis
Al vanaf de jaren veertig was er sprake van een atletiekclub in Geraardsbergen. Om een ongekende reden was er in de jaren hierna niets te horen over de club. In juli 1963 werd Atletiekclub Geraardsbergen heropgericht door Augustin Danneels. In 1968 werd Ronsenaar Marcel Vandewattyne gevraagd als trainer. In die periode werd Herman Mignon ontdekt tijdens een interscholenwedstrijd. In 1978 nam hij de functie van trainer over en bleef hij dit voor meer dan 25 jaar.
In 2014 werd voor de trainingen uitgeweken naar het Provinciaal Domein De Gavers, vanwege renovaties aan de atletiekpiste die nog steeds uit grind bestond. Op 4 oktober 2015 werd het Adriaansstadion ingewijd en kon de club terug naar haar thuisbasis met een nieuwe piste.
In het seizoen 2016-2017 werd een 'kern Zottegem' opgericht. Dit was het gevolg van een ruzie binnen het bestuur bij Zottegem Atletiek. Een groot deel (meer dan 100 atleten) liep onder naam van AC Geraardsbergen. Dit was een tussenoplossing, omdat er voor de 'kern Zottegem' geen tijd meer was om een eigen club op te richten. Uiteindelijk is de kern drie jaar deel geweest van ACG, alvorens in 2019-2020 Atletiekacademie Zottegem op te richten.

## Bekende (ex-)atleten
- Herman Mignon
- Marie-Christine Deurbroeck